# إلبيردغ أير بيربانك
إلبيردغ أير بيربانك (بالإنجليزية: Elbridge Ayer Burbank)‏ هو رسام أمريكي، ولد في 10 أغسطس 1858 في هارفارد في الولايات المتحدة، وتوفي في 21 أبريل 1949 في سان فرانسيسكو في الولايات المتحدة.